# Le Rêve de tout homme
Le Rêve de tout homme est le premier épisode de la vingt-septième saison de la série télévisée Les Simpson et le 575e épisode de la série. Il est sorti en première sur le réseau Fox le 27 septembre 2015.

## Synopsis
Homer souffre de narcolepsie mais néglige son traitement. Il se sépare de Marge et a une aventure avec une pharmacienne, Candace, tandis que Marge trouve son bonheur en courtisant un homme âgé, Roger, qui n'est autre que le père de Candace.

## Réception
Lors de sa première diffusion l'épisode a attiré 3,28 millions de téléspectateurs.